# Steel Umbrellas
Steel Umbrellas is het tiende studioalbum van de Canadese band Saga.

## Musici
- Michael Sadler – zang
- Ian Crichton – gitaar
- Jim Crichton – basgitaar
- Jim Gilmour – toetsen en zang
- Glen Sobel – slagwerk

## Composities
Alle nummer geschreven door Saga, behalve "Never Alone", geschreven door Saga en Gerald O'Brien, en "Push It", dat is geschreven door Saga, Craig Van Sickle en Steve Mitchel.
1. "Why Not?" – 4:18
2. "(You Were) Never Alone" – 4:28
3. "Bet on This" – 3:53
4. "Shake That Tree" – 4:18
5. "Password Pirate" – 3:36
6. "I Walk with You" – 4:02
7. "Push It" – 3:02
8. "Steamroller" – 4:12
9. "Say Goodbye to Hollywood" – 4:34
10. "Feed the Fire" – 4:09